# Hidžra (Indie)
Hidžra (angl. hijra) je na indickém subkontinentu označení pro eunuchy, intersex a transgender osoby. V indické, pákistánské, nepálské a bangladéšské společnosti hidžra představuje třetí pohlaví/gender, přičemž zmíněné země pro tyto lidi nabízejí i políčko v pasech a dalších oficiálních dokumentech.
Samotný termín je poměrně starý, o hidžrách se (pod jiným označením) mluví již v eposu Máhábháráta. Od konce 9. století, střetu islámu s hinduismem, je doložen přenos islámské tradice dvorských harémů střežených eunuchy také do Indie. Největší rozvoj nastal v období mugalské dynastie od 16. století.
Slovem hidžra je však označována i zvláštní komunita, v níž tyto osoby zpravidla žijí poté, co se jich jejich rodiny v podstatě zřeknou. Někdy však je takové předání již v dětském věku vlastně sociálním opatřením, neboť v komunitě mají pak své zajištění.